# Józef Maria Bocheński
Józef Franciszek Emanuel Bocheński, rođena imena Innocenty Maria Bocheński (Czuszów, 1902. – Freiburg im Üechtland, 1994.), O.P., poljski logičar, povjesničar logike, sovjetolog, dominikanac, katolički prezbiter, rektor Sveučilišta u Freiburgu. Jedan je od najistaknutijih logičara 20. stoljeća. Studirao je pravo, ekonomiju, filozofiju i teologiju. Jedan je od najistaknutijih logičara 20. stoljeća, duboko ukorijenjen u filozofsku tradiciju Aristotela i sv. Tome Akvinskog. Predavao je logiku na Angelicumu u Rimu i filozofiju na sveučilištu u Fribourgu. Bio je također i povremeni profesor na University of Notre Damme, University of California u Los Angelesu, University of Kansas, University of Pittsburgh, i University of Edmunton. Djela: Uvod u filozofsko mišljenje i dr.